# Ehsan Jami
Ehsan Jami (født 20. april 1985 i Mashhad, Iran) er en hollandsk-iransk politiker. Han er indvalgt til bystyret i Leidschendam-Voorburg for det hollandske arbejderparti PvdA. I 2007 var han medstifter af organisationen Centralrådet for eksmuslimer (Centraal Comité voor Ex-moslims)

## Livsforløb
Ehsan Jami er født og opvokset i Iran som søn af en far der var læge og en mor der senere i livet konverterede til Kristendom. Efter faderen involverede sig i politisk arbejde blev familien nødt til at forlade Iran og sammen med hans storesøster og forældre ankom den da niårige Ehsan Jami til Nederlandene i 1994 hvor han senere opnåede statsborgerskab. I Nederlandene studere Ehsan Jami ledelsesvidenskab og meldte sig ind i PvdA i 2003. Tre år senere blev han valgt ind i bystyret ved lokalvalget i 2006.
Efter terrorangrebet i New York den 11. september 2001 begyndte Ehsan Jami at læse koranen og hadith, men besluttede hurtigt at han ikke kunne identificere sig med det skrevne. Han begyndte da offentligt at kritisere Islam og Muhammed. Sidstnævnte som han beskrev som "en kriminel" og "en forfærdelig mand. En der siger smukke ord, mens han dolker dig i ryggen med en kniv" at han var overbevist om at hvis "Muhammad var i liv i dag ville vi sammenligne ham med Osama bin Laden eller Saddam Hussein.". Sammen med Loubna Berrada (medlem af det hollandske liberale parti Folkepartiet for frihed og demokrati) grundlagde de i 2007 Centralrådet ex-muslimer som siden har fået afdelinger i Tyskland, England, Danmark, Norge og Sverige. Rådet har til formål at hjælpe personer der har forladt Islam. Berrada forlod organisationen kort tid efter, da hun mente at Ehsan Jami var for kritisk overfor Islam. I den forbindelse udtalte hun: "Jeg ønsker ikke at konfrontere Islam. Jeg ønsker udelukkende at udbrede budskabet at Muslimer skal kunne forlade Islam uden at blive truet.".
Ehsan Jami udtalelser og arbejde for eks-muslimer medførte hurtigt fjendskab fra islamister som begyndte at cirkulere hans telefonnummer og adresse på diverse islamistiske hjemmesider. Den 4. august 2007 blev Ehsan Jami overfaldet af tre mænd udenfor et supermarked nær hans hjem i Voorburg. To af overfaldsmændene var af marokkansk afstamning, den sidste af somalisk. Under overfaldet råbte de »beskidte homo« og »forræder« efter ham. Overfaldet den 4. august, som antages at hænge sammen med hans udtalelser om Muhammed og hans arbejde med rådet, var det tredje i rækken og blev efterfølgende fulgt op af en mængde telefondødstrusler. Efter et møde den 6. august mellem det nationale anti-terrorkontor og politiet, blev det besluttet at give Ehsan Jami øget beskyttelse. Han er nu flyttet til en hemmelig adresse og fået bodyguards. Ehsan Jami har efterfølgende i stærke vendinger kritiseret lederne af hans socialdemokratiske parti PvdA, for ikke at at yde ham moralsk støtte efter overfaldet og i særdeles Wouter Bos for offentligt til dels at give Ehsan Jami skylden for overfaldene ved at beskylde ham for at være for hård i hans kritisk af Islam. Ehsan Jami har udtalt at han ingen planer har om at forlade PvdA og at han agter at blive ved med at diskutere Islam.
Ehsan Jami modtog i marts 2009 Trykkefrihedsselskabets trykkefrihedspris.